# Oberaargletscher
Der Oberaargletscher ist ein Talgletscher im östlichen Teil der Berner Alpen, im Kanton Bern in der Schweiz. Er hat eine Länge von knapp 5 km, ist durchschnittlich 800 m breit und bedeckt zusammen mit den Seitenfirnen eine Fläche von etwa 4 km².

## Lage

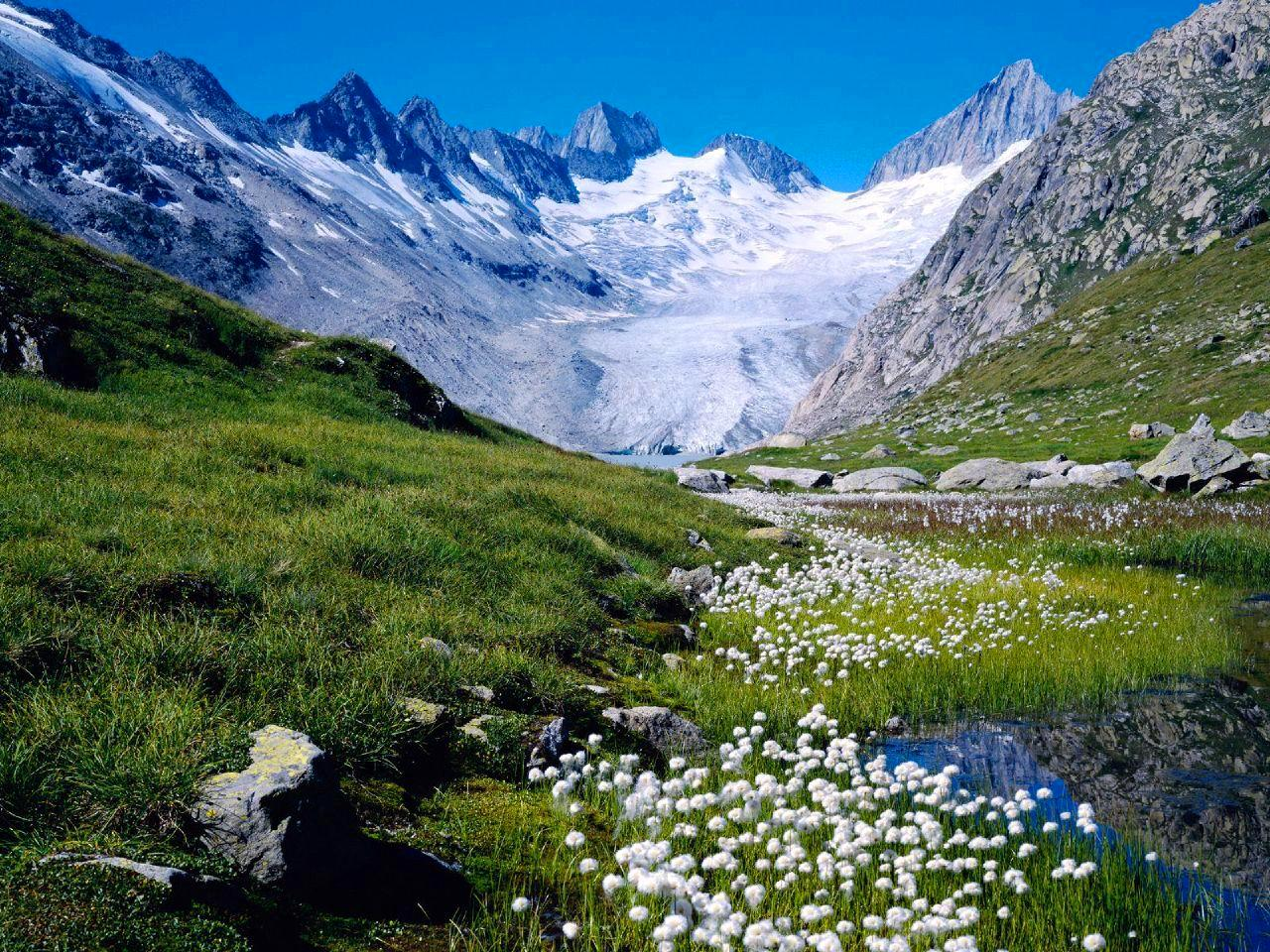
Oberaargletscher mit Oberaarhorn (rechts)

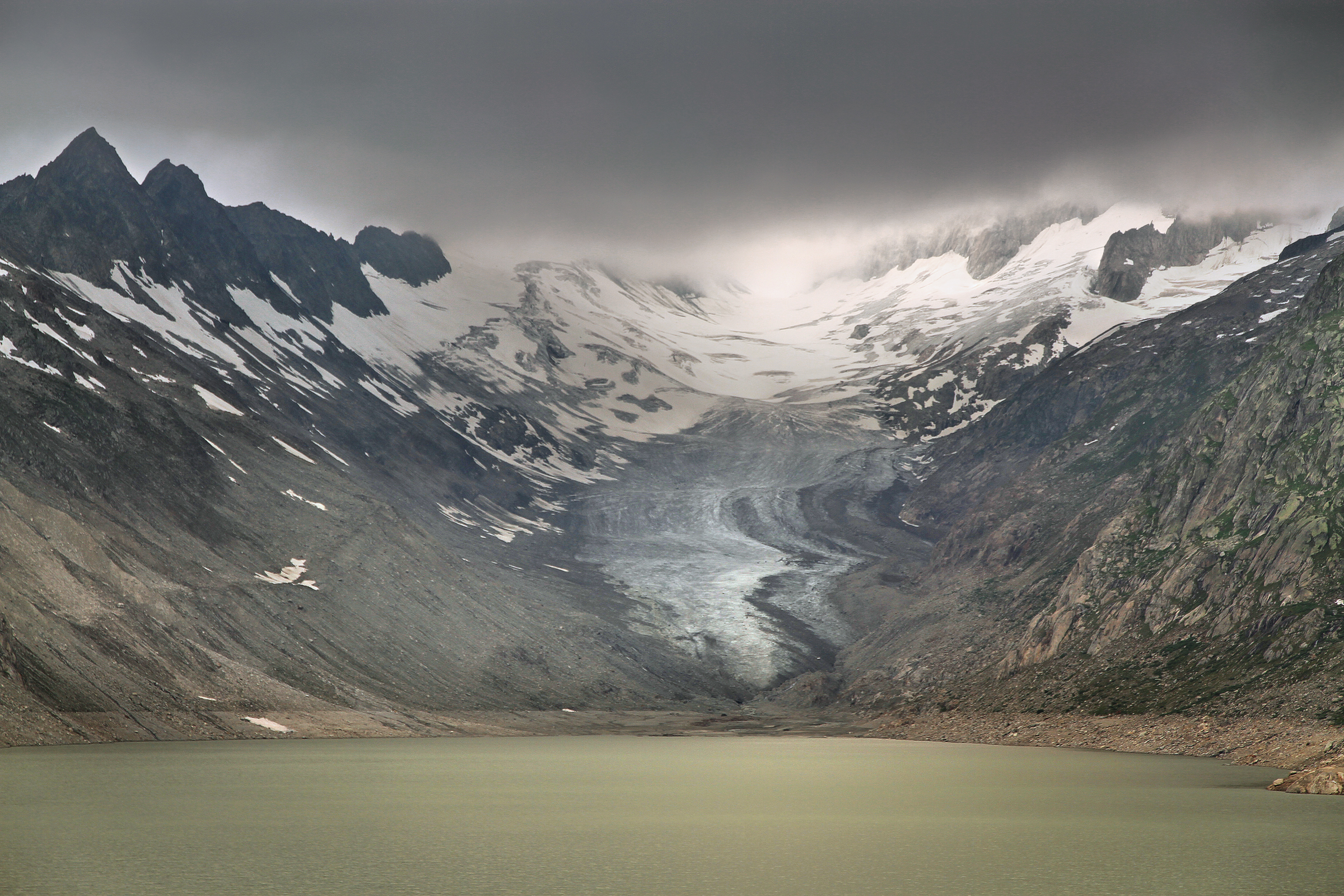
Oberaargletscher vom Oberaarsee

Seinen Ursprung hat der Oberaargletscher am Gletscherpass des Oberaarjochs (3216 m ü. M.) zwischen dem Oberaarhorn und dem Oberaarrothorn (3463 m ü. M.). Danach fliesst er nach Osten, flankiert vom Scheuchzerhorn (3456 m ü. M.) im Norden und dem Aargrat (bis 3132 m ü. M.) im Süden.
Die Gletscherzunge liegt auf ca. 2350 m ü. M. unweit des Stausees Oberaar. Mit dem stetigen Abschmelzen hat sich der Gletscher seit dem Ende des 20. Jahrhunderts vom Stausee zurückgezogen. Vom Gletschertor zum See und dann von der Staumauer weiter fliesst der Oberaarbach ab, der kurz darauf in den Grimselsee, ebenfalls ein Stausee, mündet.
Die Abbruchkante des Unteraargletschers lag im 19. Jahrhundert 560 m tiefer und liegt heute noch etwa 400 m tiefer als die des Oberaargletschers. Vor der Anlage des Grimselsees mündete der Oberaarbach neben der Abbruchkante des Unteraargletschers in die diesem entströmende Aare.
Am Oberaarjoch, dem Übergang vom Oberaargletscher zum Studergletscher, einem Seitenarm des Fieschergletschers, steht auf 3256 m ü. M. die Oberaarjochhütte des Schweizer Alpen-Clubs SAC. Sie ist ein wichtiger Etappenort an der hochalpinen Gletscherroute vom Lötschental oder Jungfraujoch in die Region des Grimselpasses.

## Entwicklung
| Jahr         | 1850 | 1973 | 1999/2000 | 2013        |
| Fläche (km²) | 8,5  | 5,8  | 4,8       | 3,95 (2018) |
| Länge (km)   | 6,8  | 4,9  | 4,7       | 4,5         |